# Лён Кахан
Лён Кахан (порт. Leong Ka Hang, кит. 梁嘉恆; 22 ноября 1992, Макао) — футболист из Макао, выступающий на позиции нападающего за клуб «Ли Ман» и сборную Макао.

## Биография

### Клубная карьера
Начинал карьеру в футбольных клубах чемпионата Макао. 6 ноября 2014 перешёл в клуб из чемпионата Гонконга «Тай По», за который дебютировал в свой 22-й день рождения 22 ноября 2014 года в матче против «Сан Пегасус». В составе «Тай По» отыграл 6 матчей в Высшей лиге, после чего клуб вылетел во второй дивизион. Летом 2016 года перешёл в «Гонконг Пегасус».

### Карьера в сборной
Дебютировал за сборную Макао 18 октября 2010 года в товарищеском матче против сборной Тайваня.

## Достижения
«Монте-Карло»
- Чемпион Макао (1): 2013